# Jean-Christophe Lagarde

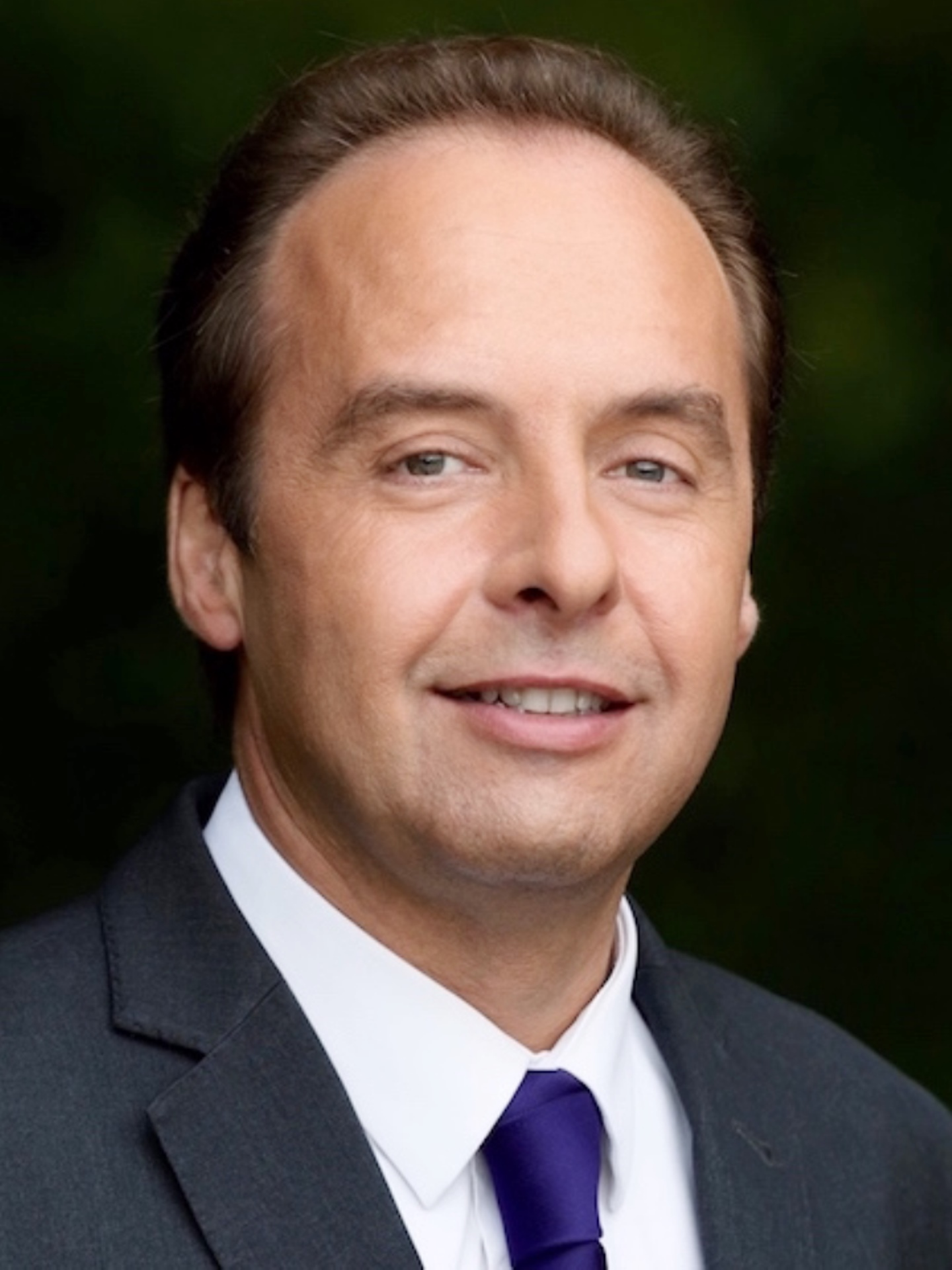
Jean-Christophe Lagarde (2015)

Jean-Christophe Lagarde (* 24. Oktober 1967 in Châtellerault, Département Vienne) ist ein französischer Politiker, Vorsitzender der Partei Union des démocrates et indépendants (UDI) und ehemaliger Bürgermeister des Pariser Vororts Drancy.

## Leben und Wirken

### Frühe Jahre
Jean-Christophe Lagarde wurde am 24. Oktober 1967 in Châtellerault unweit von Poitiers als Sohn eines Informatikers und einer Sekretärin geboren. Sein Großvater war Arbeiter in der Textilindustrie und kommunistischer Aktivist. 1970 zogen seine Eltern in den Pariser Vorort Drancy im Département Seine-Saint-Denis. Er begann ein Hochschulstudium der Geschichtswissenschaft, konzentrierte sich aber früh auf die Politik. 
Seine politische Karriere begann 1987, als er sich im Wahlkampf von Raymond Barre für die Präsidentschaftswahl in Frankreich 1988 einsetzte.  Lagarde wurde 1989 für die Mitte-rechts-Liste in den Gemeinderat von Drancy gewählt. Zur Europawahl 1989 machte er Wahlkampf für die pro-europäische Liste Le Centre pour l'Europe von Simone Veil. Lagarde trat 1990 dem christdemokratischen Centre des démocrates sociaux (CDS) bei, das Bestandteil des Mitte-rechts-Bündnisses Union pour la démocratie française (UDF) war. Im selben Jahr wurde er Vorsitzender der Jugendorganisation Jeunes démocrates sociaux (JDS). 1995, im Alter von 28 Jahren, trat er bei den Kommunalwahlen als Bürgermeisterkandidat erfolglos gegen den kommunistischen Amtsinhaber Maurice Nilès (1919–2001) an, der seit 1959 im Amt war. 1993 und 1997 kandidierte Lagarde vergeblich für einen Sitz in der Nationalversammlung. 1996 wurde er jedoch in den Regionalrat der Île-de-France gewählt. Als die Mitgliedsparteien der UDF 1998 zu einer einheitlichen Partei (Nouvelle UDF) unter Führung von François Bayrou fusionierten, wurde Lagarde Vorsitzender der Jugendorganisation Jeunes UDF.

### 2001 bis 2017: Bürgermeister von Drancy
Im März 2001 gewann er die Bürgermeisterwahl in Drancy. Die Stadt war zuvor 70 Jahre lang eine Hochburg der Kommunistischen Partei gewesen, die seit 1935 ununterbrochen den Bürgermeister gestellt hatte. Lagarde wurde mehrmals wiedergewählt, zuletzt im Jahr 2017. Nachdem er das Amt aufgegeben hatte, um gesetzlichen Regelungen zur Vermeidung von Ämterhäufung zu entsprechen, wählte der Gemeinderat im September 2017 seine Frau Aude Lavail-Lagarde als Bürgermeisterin.

### Ab 2002: Nationalversammlung
Im Juni 2002 gelang ihm der Einzug in die Nationalversammlung, in die er 2007, 2012 und 2017 wiedergewählt wurde. Vom 1. Dezember 2006 bis zum 19. Juni 2007 war er Vizepräsident der Nationalversammlung und damit der bis dahin jüngste Parlamentarier in dieser Funktion. Vom 16. November 2010 bis zum 19. Juni 2012 bekleidete er das Amt erneut.
Bei der Präsidentschaftswahl in Frankreich 2007 war er Sprecher des zentristischen Kandidaten François Bayrou, ging aber in der Folge auf Distanz zu diesem. Im Zuge der Aufspaltung der UDF in Gegner und Befürworter einer Zusammenarbeit mit der gaullistischen Partei UMP und deren Führer Nicolas Sarkozy wählte Lagarde das Lager der Befürworter und trat der von diesen neugegründeten Partei Nouveau Centre (NC) bei. Nach Konflikten mit dem Parteivorsitzenden Hervé Morin trat Lagarde aus dem NC aus und gründete im Juli 2012 die zentristische Kleinstpartei  Force européenne démocrate (FED). Sowohl FED als auch NC gehörten aber anschließend zum bürgerlichen Mitte-Bündnis Union des démocrates et indépendants (UDI) unter Führung von Jean-Louis Borloo. 
Nach dem Rücktritt Borloos setzte sich Lagarde im November 2014 in der Kampfkandidatur um den Vorsitz der UDI gegen den NC-Vorsitzenden Morin durch. In der Folgezeit wandelte Lagarde die UDI schrittweise von einem Parteienbündnis in eine einheitliche Partei um, von der sich Morins Partei (2016 umbenannt in Les Centristes) schließlich trennte. Seit dem 17. Oktober 2018 ist Lagarde zudem UDI-Fraktionsvorsitzender in der Nationalversammlung.

## Positionen
Als Bürgermeister von Drancy übte Jean-Christophe Lagarde 2006 scharfe Kritik am unzureichenden Engagement des französischen Zentralstaats für soziale Brennpunkte und benachteiligte Bevölkerungsgruppen. Vier Jahre nach seiner Wahl in die Nationalversammlung erklärte er, unter den Abgeordneten gebe es 400, die zu nichts gut seien. Unter anderem forderte er, Bürgermeister, die den staatlich vorgeschriebenen Mindestanteil von 20 % Sozialwohnungen in ihrer Gemeinde nicht erfüllten, für unwählbar erklären zu lassen.
Er sprach sich gegen die EU-Erweiterung 2004 aus, was in seinem eigenen politischen Lager der Zentristen teilweise auf Unmut stieß. 2012 stimmte er als einer von nur wenigen Abgeordneten der bürgerlichen Opposition für die Ehe für alle, als diese auf Initiative der neugewählten Regierung unter dem sozialistischen Staatspräsidenten François Hollande eingeführt wurde.